# Hammerklavier

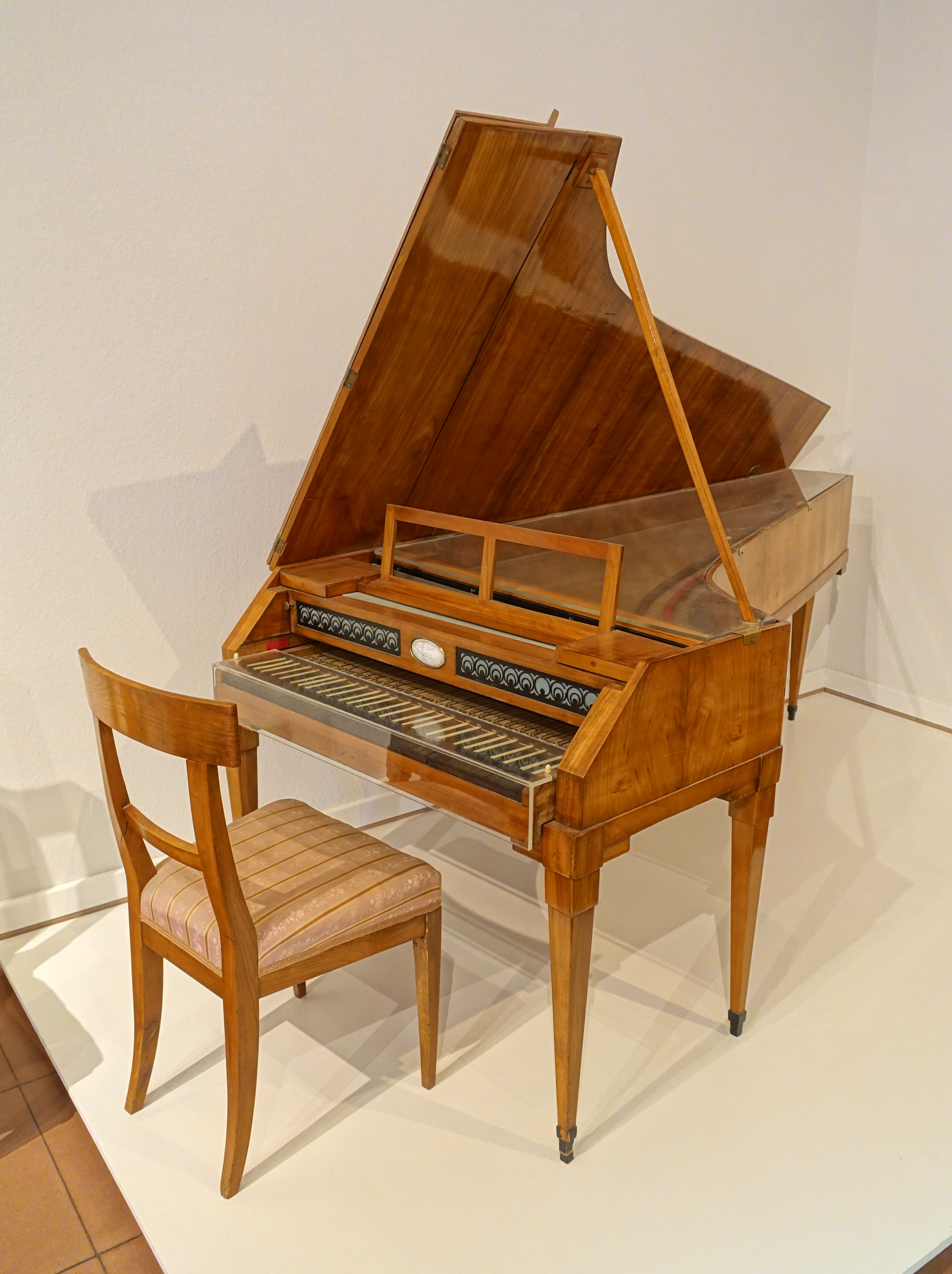
Hammerflügel von Jakob Pfister, Würzburg, 1808. Mainfränkisches Museum, Würzburg

Hammerklavier ist der Oberbegriff für besaitete Tasteninstrumente (Saitenklaviere), deren Saiten durch Hämmer angeschlagen und zum Klingen gebracht werden. Diese Hämmer bestehen in der Regel aus Holz und sind meist mit Filz oder Leder bespannt. Heutzutage wird die Bezeichnung „Hammerklavier“ zur deutlichen Abgrenzung historischer Instrumente von modernen Klavieren benutzt.

## Terminologie und Abgrenzung
Die Bezeichnung Hammerklavier diente in der zweiten Hälfte des 18. Jahrhunderts der Abgrenzung zum Streichklavier und zu besaiteten Tasteninstrumenten, bei denen die Saiten etwa wie beim Cembalo durch Federkiele angerissen oder wie beim Clavichord durch Tangenten (schmale, auf den hinteren Enden der Tastenwippen stehende Metallplättchen oder am oberen Ende flach geschmiedete Metallstäbe) angeschlagen und zum Klingen gebracht werden. Hammerklaviere treten in verschiedenen Bauformen auf. Bei flügelförmigen Instrumenten spricht man in der Regel von Hammerflügeln, bei rechteckigen, tafelförmigen Instrumenten von Tafelklavieren.

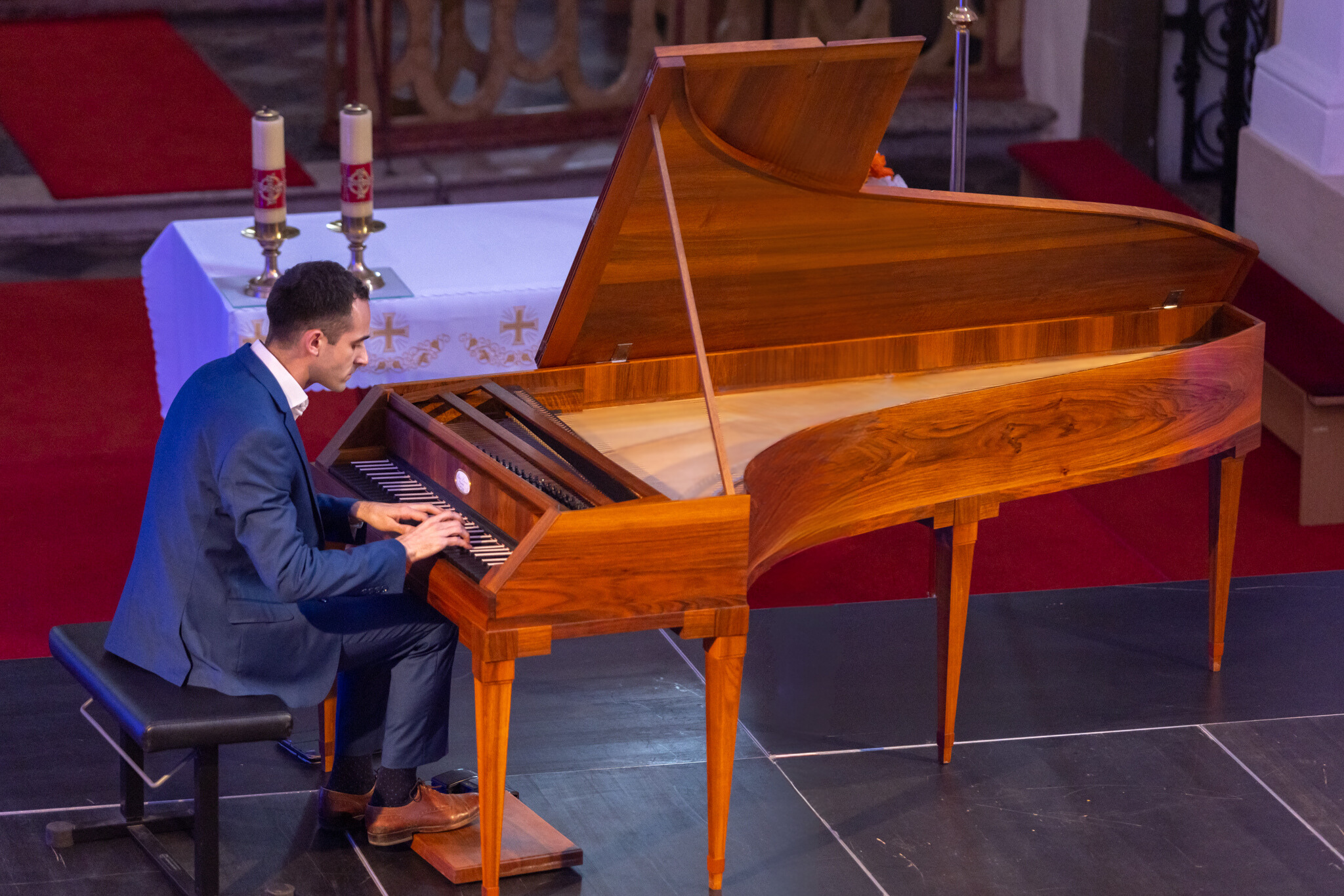
Danilo Mascetti, Spezialist für Hammerklavier

Im Sinne dieser Terminologie ist auch das moderne Klavier ein Hammerklavier, der moderne Flügel ein Hammerklavier oder Hammerflügel. In dem Maße, in dem nach 1800 Kielinstrumente und Clavichorde aus der Mode kamen und das Hammerklavier zum Standard-Tasteninstrument wurde, verkürzte sich der Name Hammerklavier auf den heute gebräuchlichen Begriff „Klavier“. Im Barock hatte „Clavier“ meistens das Clavichord bezeichnet, wurde aber auch als Oberbegriff für besaitete Tasteninstrumente benutzt. Die neu aufkommenden Hammerflügel nannte man zunächst „piano et forte“ oder hob die neue Eigenschaft, Dynamik zu erzeugen, mit ähnlichen Begriffen hervor. Die Bezeichnung Fortepiano verschwand im Deutschen schon zu Beginn des 19. Jahrhunderts. 
Der Begriff „Flügel“, der im Barock ein Cembalo bezeichnete, ging im 19. Jahrhundert dann allmählich auf die Flügel (im heutigen Sinne) über. Selbiges galt für das Wort „Clavier“ oder „Klavier“: Dies wechselte von der Bedeutung „Clavichord“ oder „Tasteninstrument“ zu dem des Tafelklaviers, später zu dem des „upright piano“ – des heutigen Klaviers.
Aus diesen Bezeichnungen ging die in vielen Sprachen übliche Bezeichnung des modernen Klaviers als Pianoforte oder verkürzt Piano hervor. Im Englischen, selten auch wieder im Deutschen, bezeichnet fortepiano das Gleiche wie der heutige deutsche Begriff Hammerklavier.

## Merkmale
Das Hammerklavier unterscheidet sich vom modernen Klavier vor allem in folgenden Punkten:

### Rahmenkonstruktion und Besaitung

Portugiesisches Fortepiano, Henrique Van Casteel, 1763, Museu da Música, Lissabon

Im Gegensatz zum modernen Klavier oder Flügel besitzen Hammerklaviere als typisches Merkmal in der Regel keinen Metallrahmen, sondern Rahmenkonstruktionen aus Holz. Instrumente des 18. Jahrhunderts ähneln in ihrer Bauweise, abgesehen von der Hammermechanik, noch sehr stark den verschiedenen Cembalo-Bautypen der jeweiligen Länder (Italien, Süddeutschland, England usw.), so dass es möglich war und nicht selten vorkam, dass frühe Pianofortes in Cembali verwandelt wurden oder umgekehrt.
Spätere Instrumente aus dem 19. Jahrhundert besitzen bisweilen punktuell unterstützende Streben oder Anhangplatten aus Metall. Das wird ermöglicht durch die beträchtlich niedrigere Saitenzugbelastung. Die statische Belastung der Konstruktion eines modernen Flügels oder Klaviers durch den Saitenzug, die immerhin bis etwa 200 kN (20 Tonnen) betragen kann, wird von einem geschlossenen gusseisernen Rahmen getragen. Bei Hammerklavieren des ausgehenden 18. Jahrhunderts bewegt sich die Saitenzugbelastung beispielsweise in einer Größenordnung von 20 kN (ca. 2 Tonnen).
Auch die Besaitung des Hammerklaviers ist im Gegensatz zum modernen Klavier leichter ausgeführt: weniger Saitenspannung, vergleichsweise dünne Saiten und, besonders bei frühen Instrumenten, in der Regel weniger Saiten. Die geringere Saitenanzahl ist einerseits Resultat des geringeren Tonumfangs: fünf Oktaven von Kontra-F bis f’’’ in der Zeit von ca. 1750 bis ca. 1800; sechs Oktaven (Kontra-F bis f’’’’) von ca. 1805 bis 1825; um 1825/30 sechseinhalb Oktaven; erst gegen Mitte des 19. Jahrhunderts wuchs der Tonumfang auf die heute übliche Größe an. Außerdem ist der Bezug in Mittellage und Diskant zunächst zwei- und erst bei fortschreitender Entwicklung dreichörig ausgelegt.
Vor der Erfindung der heute üblichen kreuzsaitigen Bespannung, bei der die Bass-Saiten diagonal über die Saiten der Mittellage geführt werden, wurden alle Saiten parallel zueinander angeordnet. Diese gerade Ausrichtung und Aufhängung der Saiten macht sich beim Hammerflügel optisch im Gegensatz zum modernen Flügel in der dem Cembalo nahestehenden Flügelform bemerkbar.

### Mechanik

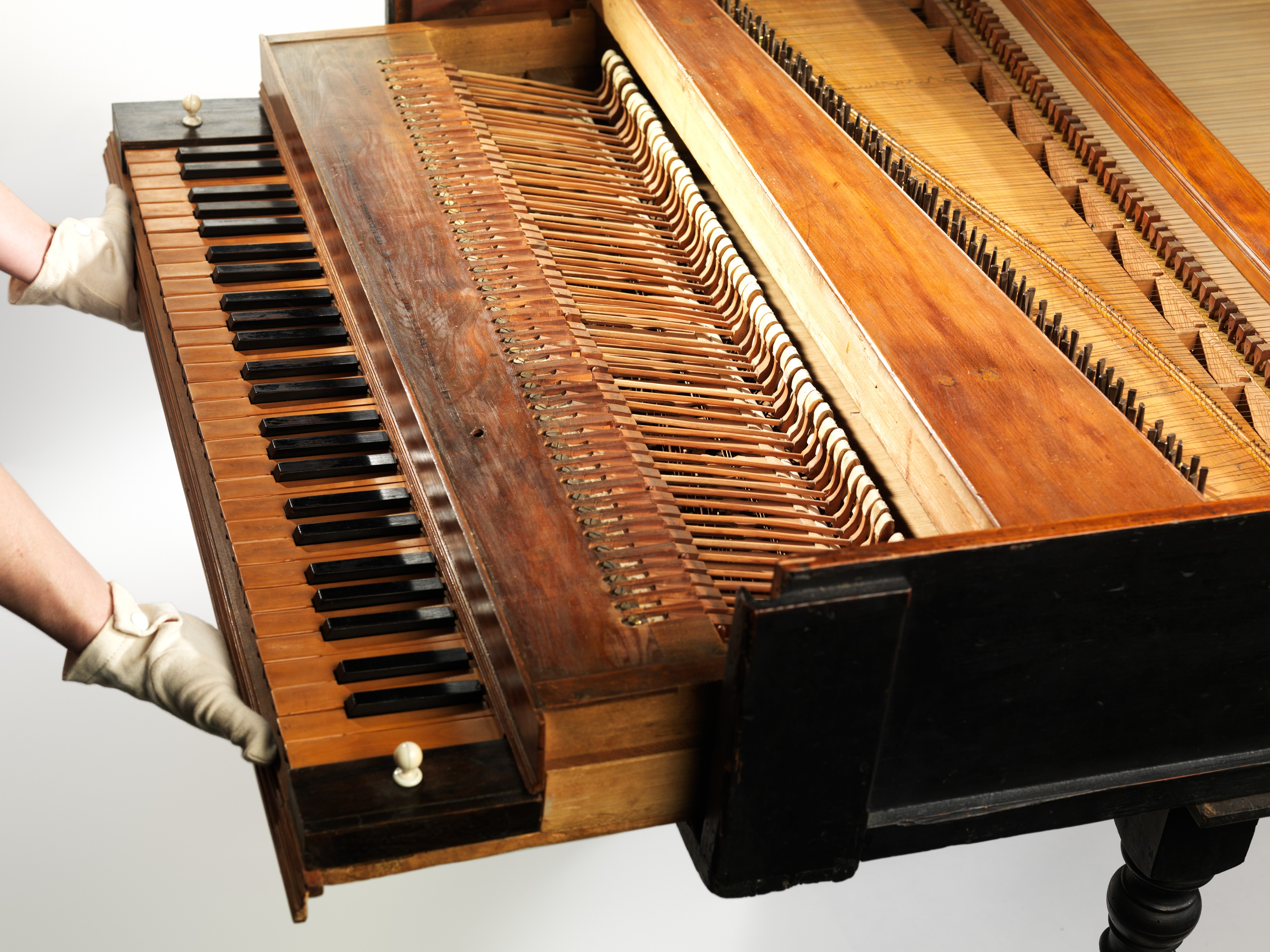
Mechanik eines frühen Fortepianos von Bartolomeo Cristofori, 1720, Metropolitan Museum, New York

Während heute einige wenige Ausführungen des gleichen Klaviermechanik-Typs den Markt beherrschen, gab es am Anfang der Geschichte des Hammerklaviers beinahe so viele Mechanik-Konstruktionen wie Klavierbauer. Zwei Grundtypen kristallisierten sich aber schnell heraus: die Prellmechanik, später als Prellzungenmechanik auch „Wiener Mechanik“ oder „Deutsche Mechanik“ genannt, und die Stoßzungenmechanik, auch „Englische Mechanik“ genannt. Während sich die Stoßzungenmechanik gegen Ende des 19. Jahrhunderts im internationalen Klavierbau durchsetzte, weiterentwickelt wurde und den heute standardisierten Mechaniktyp darstellt, fand die Wiener Mechanik im Wiener Klavierbau bis Anfang des 20. Jahrhunderts Verwendung und findet sich heute nur noch in historischen Instrumenten und deren Nachbauten.
Die Hammerköpfe sind bei Hammerklavieren kleiner und leichter als bei modernen Klavieren. Bei einigen frühen Instrumenten (u. a. bei einigen Instrumenten von Johann Andreas Stein und bei Tangentenflügeln) bestanden die Köpfe manchmal nur aus Holz, so dass der erzeugte Klang demjenigen eines Cembalos sehr nahekam. Lederbezogene Hammerköpfe waren aber bereits im 18. Jahrhundert üblich. In der ersten Hälfte des 19. Jahrhunderts wurde mit Kombinationen von Filz und Leder experimentiert. Erst nachdem Henri Pape 1826 ein Patent auf die Befilzung von Hammerköpfen angemeldet hatte, konnte sich Filz als alleiniges Hammerkopfbezugsmaterial immer mehr durchsetzen und wurde gegen Ende des 19. Jahrhunderts zum ausschließlich verwendeten Bezugsmaterial.

### Klang
Die genannten konstruktiven Unterschiede führen beim Hammerklavier zu einem Klangbild, das sich vom heute gewohnten Klavierklang deutlich abhebt. Die Streuung der Klangbilder von verschiedenen Instrumenten ist – begünstigt durch die Vielzahl an anzutreffenden Bauformen – beträchtlich. Trotz aller Vielfalt lässt sich der Klang des Hammerklaviers generell als obertöniger, leiser, weniger voluminös, aber doch gesanglich und gut verschmelzungsfähig beschreiben. Er ist „trockener“ und in den verschiedenen Lagen deutlich unterschiedlich; umgekehrt schneiden die Dämpfer den Klang nicht rigoros ab, sondern lassen die Saite noch ein wenig nachklingen. Während dieses von an den modernen Klavierklang gewöhnten Hörern zunächst als unausgeglichen empfunden werden kann, macht es doch den besonderen Reiz des Hammerklaviers aus. Manche Musik aus der Zeit der frühen Hammerklaviere erscheint, auf diesem Instrument gespielt, in einem ganz neuen Licht: Weil etwa der Bass des Hammerklaviers im Vergleich zum modernen Klavier viel heller und klarer zeichnet, klingen auch tiefliegende Akkorde durchsichtiger.

### Klangveränderungen
Viele Hammerklaviere des 18. und beginnenden 19. Jahrhunderts verfügen neben den noch im heutigen Klavierbau üblichen Klangvariationen
- Forte bzw. Dämpfungsaufhebung (rechtes Pedal): Aufhebung aller Dämpfer, sodass Töne auch nach Loslassen der Tasten weiterklingen und durch gegenseitige Resonanzen den Klang verstärken;
- Una corda (linkes Pedal): Verschiebung von Klaviatur und Mechanik mit Hämmern, sodass diese nicht mehr alle Saiten eines Saitenchors anschlagen;

über weitere Klangeffekte. Die wichtigsten dieser sogenannten „Veränderungen“ waren:
- Moderator: ein zwischen Hämmer und Saiten schiebbarer Filz-Streifen dämpft den Anschlag der Saite und dadurch den Klang, der dadurch dunkler und weniger obertonreich wird;
- Fagott-Zug: eine Rolle aus Pergament oder Hadernpapier bezogen mit Seide auf den Saiten erzeugt eine schnarrende Klangfarbe;
- Janitscharen-Zug: Trommel, Becken und Schellen der Janitscharenmusik, eines marschmusikartigen Schlagzeug-Effekts, werden durch einen gegen den Unterboden schlagenden Lederklöppel (Trommel), durch anzuschlagende Schalenglöckchen (Schellen) und durch einen Metallbügel, der auf die Bass-Saiten des Instruments schlägt und diese zum „Scheppern“ bringt (Becken), imitiert;
- Harfenzug: ein an das Saitenende schiebender Filzkeil verringert das Obertonspektrum – vergleichbar mit dem Lautenzug des Cembalos.

Die Klangeffekte werden über Handzüge, Kniehebel oder Pedale geschaltet. Neben den beiden bei modernen Klavieren noch üblichen, hier zuerst genannten Klangeffekten stellt der Moderator eine wichtige Klangressource für die authentische Darstellung frühromantischer Musik dar. Auf modernen Konzertflügeln ist dieser Effekt nicht verfügbar.

## Geschichte

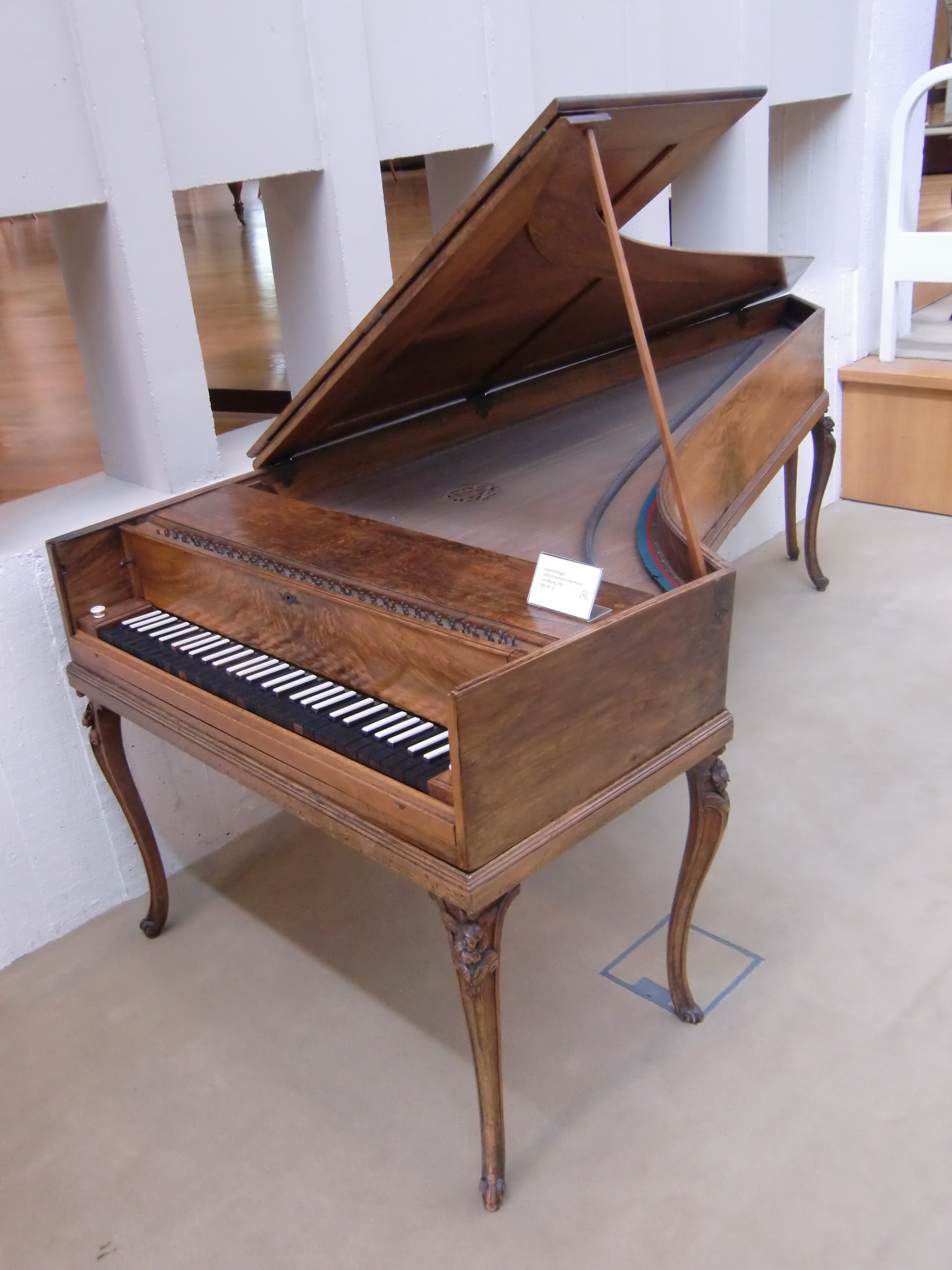
Fortepiano von Johann Heinrich Silbermann, Strassburg 1776, Musikinstrumenten-Museum, Berlin

Als Erfinder des Hammerklaviers (italienisch Gravicembalo col piano e forte) gilt Bartolomeo Cristofori, der um 1698 erste Exemplare fertigte. In späteren Modellen (1726) spannte Cristofori auch erstmals jeweils zwei gleich gestimmte Saiten (einen so genannten Saitenchor) nebeneinander, um eine höhere Lautstärke zu ermöglichen. Unabhängig davon erfanden auch der Franzose Jean Marius (1716) und Christoph Gottlieb Schröter (1717) aus Nordhausen ein Tasteninstrument, dessen Saiten nicht angezupft, sondern von Hämmern angeschlagen wurden. Ganz neu war die Idee, besaitete Tasteninstrumente mit einer Hammermechanik auszurüsten, zu dieser Zeit jedoch nicht. Bereits in einem mittelalterlichen Traktat des Henri Arnaut de Zwolle wird eine Mechanik vorgestellt, die augenscheinlich eine primitive Hammermechanik zu sein scheint.
Für die Verbreitung des Hammerklaviers im 18. Jahrhundert in Deutschland war vor allem Gottfried Silbermann (1683–1753) bedeutend, der nicht nur einer der berühmtesten Orgelbauer seiner Zeit, sondern auch innovativ im Bau besaiteter Tasteninstrumente wie Cembalo, Clavichord und Hammerklavier war. Seine Hammermechaniken sind bis in Details hinein sehr stark von Cristoforis Entwürfen beeinflusst.
Der derzeit älteste datierte Wiener Hammerflügel (noch mit hölzernen Hammerkapseln) in der Sammlung alter Musikinstrumente im Kunsthistorischen Museum Wien wurde 1787 von Johann Gottfried Malleck gebaut (KHM/SAM 960).
Für das neue Instrument entstand bald eine eigene Sparte Musik. Während bei der „Clavier“-Musik des frühen 18. Jahrhunderts meist offengelassen wird, auf welchem Tasteninstrument sie auszuführen ist, entwickelte sich für das Hammerklavier bald ein eigenes Genre. Ein Kuriosum ist diesbezüglich das Doppelkonzert für Cembalo, Hammerklavier und Orchester Es-Dur (1788) von Carl Philipp Emanuel Bach, in dem der 74-jährige Bach die beiden Instrumente ausdrücklich aufeinandertreffen lässt. Von den mittleren und späten Klavierwerken Mozarts und Haydns lassen sich viele relativ eindeutig dem Hammerklavier zuordnen. Ausdrücklich wird die Zuordnung jedoch in dieser Zeit nur selten erwähnt. Eine ausdrückliche Besetzungsangabe findet sich etwa für Ludwig van Beethovens Klaviersonate Nr. 29 op. 106, die sogenannte „Hammerklavier-Sonate“, während frühe Sonaten des Komponisten eher aus verkaufstechnischen denn aus musikalischen Gründen noch unter der Angabe „für Cembalo oder Hammerklavier“ veröffentlicht wurden: Da viele Musikliebhaber damals noch Cembali benutzt haben dürften, erschien es Verlegern und Komponisten wohl geraten, auf eine genaue Festlegung zu verzichten, um keine Kunden zu verlieren.
Das veränderte Klangideal am Ende des 18. Jahrhunderts führte schnell zum weitgehenden Aussterben des Cembalos. In England wurden Cembali noch bis Anfang des 19. Jahrhunderts gebaut, die als Besonderheit ein Pedal zur Registerschaltung und manchmal eines zur Betätigung eines Schwellers aufweisen, da man auf diesen späten Cembali analog zum Hammerklavier auch unterschiedliche Lautstärken erzeugen wollte. Auf dem europäischen Festland hatte sich zu dieser Zeit bereits das Hammerklavier fest etabliert.

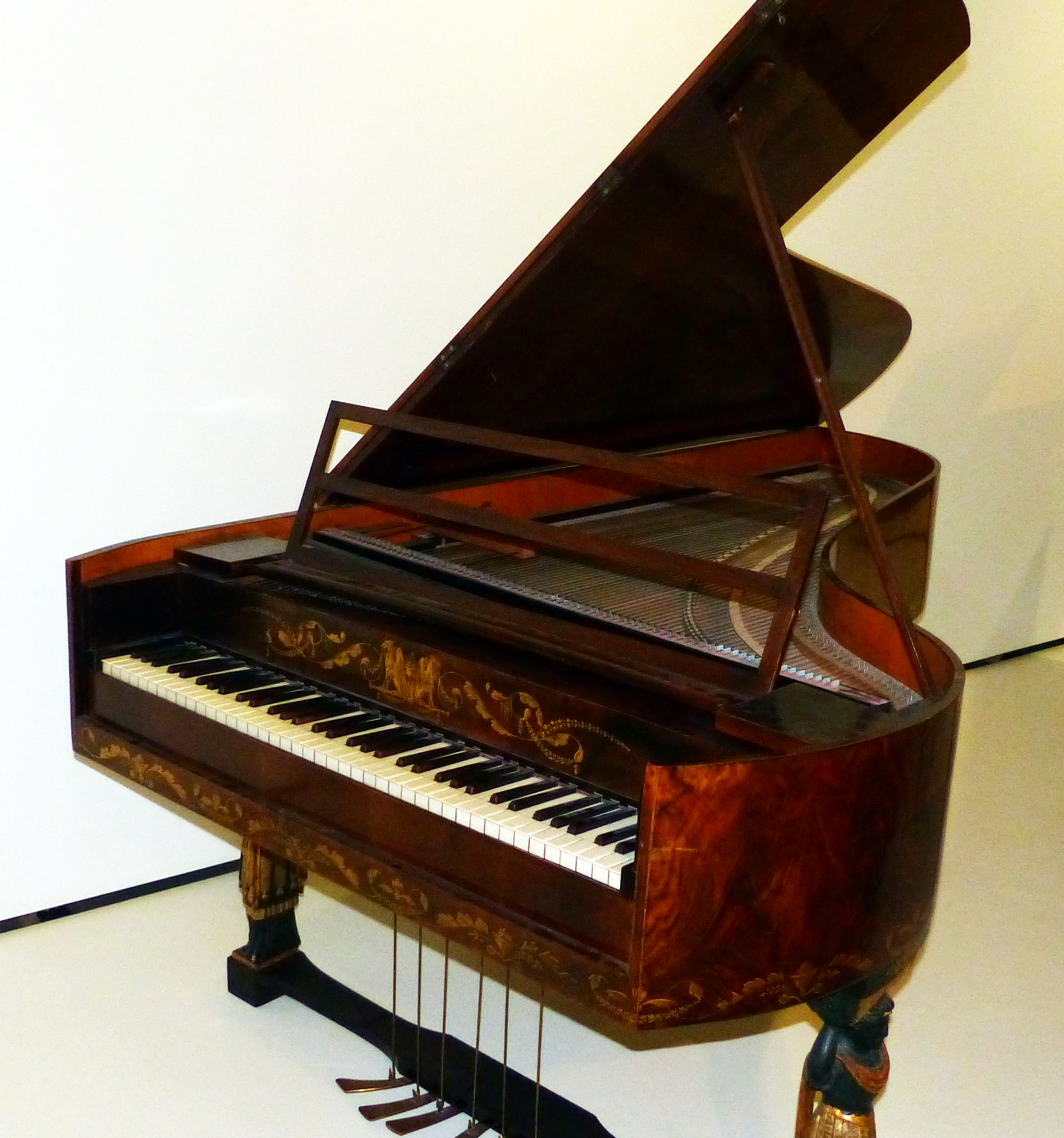
Hammerflügel mit sechs Pedalen, darunter auch ein Janitscharenzug, ca. 1820–30. Haus der Musik, Stuttgart

Seit Anfang des 19. Jahrhunderts machte das Hammerklavier eine rasante Entwicklung durch. Der Tonumfang wurde stetig bis auf die heute üblichen 7¼ Oktaven vergrößert, was die Belastung des nach wie vor weitgehend aus Holz bestehenden Rahmens vergrößerte. Dem Wunsch nach mehr Tonvolumen trugen die Klavierbauer mit einer verstärkten Saitenbespannung (dickere Saiten mit stärkerem Zug), zusätzlichen Saitenchören und einer massiveren Bauweise der Anschlagsmechanik Rechnung. Mit der stärkeren Zugbelastung der Saitenbespannung wurde auch eine Verstärkung der Rahmenkonstruktion notwendig. Während etwa die Hammerklaviere der Mozartzeit noch weitgehend ohne Metallstreben auskamen, wurden im 19. Jahrhundert metallene Streben und Spreizen – zum Teil kombiniert mit metallenen Anhangflächen – zur Regel.
Mit der Entwicklung von Hammerklavieren mit einem metallenen Rahmen, kombiniert mit kreuzsaitigem Bezug – erstmals realisiert bei einem Tafelklavier durch Henry Steinway 1859 –, und der Doppelrepetitionsmechanik durch Sébastien Érard (ab 1823) wurde der Übergang zum modernen Klavier eingeleitet, der deutlich fließend ist. Die Entwicklung zum modernen Klavier war etwa um 1875 mit der Durchsetzung des vollen gusseisernen Rahmens, kombiniert mit kreuzsaitiger Bespannung und einer vergleichsweise kräftig ausgeführten Anschlagsmechanik, weitgehend abgeschlossen, was in der Summe zu dem heute vertrauten voluminösen Klavierklang und – im Falle des Flügels – zu der modernen Flügelform mit ihren Rundungen führte.

## Gegenwart
In den letzten Jahrzehnten erfuhr das Hammerklavier, ausgehend von seinen frühen Formen aus der Zeit gegen Ende des 18. Jahrhunderts, eine Neuentdeckung im Rahmen der historischen Aufführungspraxis. Inzwischen gibt es von zahlreichen Solowerken und Klavierkonzerten C. P. E. Bachs, Mozarts und anderer Komponisten des Zeitalters Aufführungen und CD-Einspielungen mit originalen oder nachgebauten Hammerklavieren, die die Wiederbelebung eines Klangbilds anstreben, wie es den jeweiligen Komponisten und ihrem zeitgenössischen Publikum vor Ohren stand. Seit einigen Jahren finden jedoch auch die Hammerklaviere der Frühromantik sowie die Übergangsformen zum modernen Klavier aus dem 19. Jahrhundert im Rahmen der historischen Aufführungspraxis vermehrt Beachtung, da auch sie aufgrund ihres spezifischen Klangbildes eine authentische Aufführung der für sie geschriebenen Musik ermöglichen.
Zahlreiche Cembalisten und Pianisten haben bei ihren Aufführungen an Kopien historischer Hammerflügel bemerkenswerte Resultate erzielt: Paul Badura-Skoda, Malcolm Bilson, Andras Schiff, Kristian Bezuidenhout, Ronald Brautigam, Alexei Lubimov, Katie und Marielle Labeque, Yuan Sheng, Gary Cooper, Jörg Demus, Richard Egarr, Richard Fuller, Robert Hill, Geoffrey Lancaster, Vladimir Filzmann, Robert Levin, Steven Lubin, Bart van Oort, Trevor Pinnock, Viviana Sofronitsky, Andreas Staier, Melvyn Tan, Jos van Immerseel und Olga Pashchenko. 
Zu den bekanntesten Klavierbauern, die zur Wiederbelebung des Fortepianos im 20. Jahrhundert beigetragen haben, zählen Philip Belt, Margaret F. Hood, Christopher Clark und Paul McNulty.

## Bezeichnungen und Bauformen

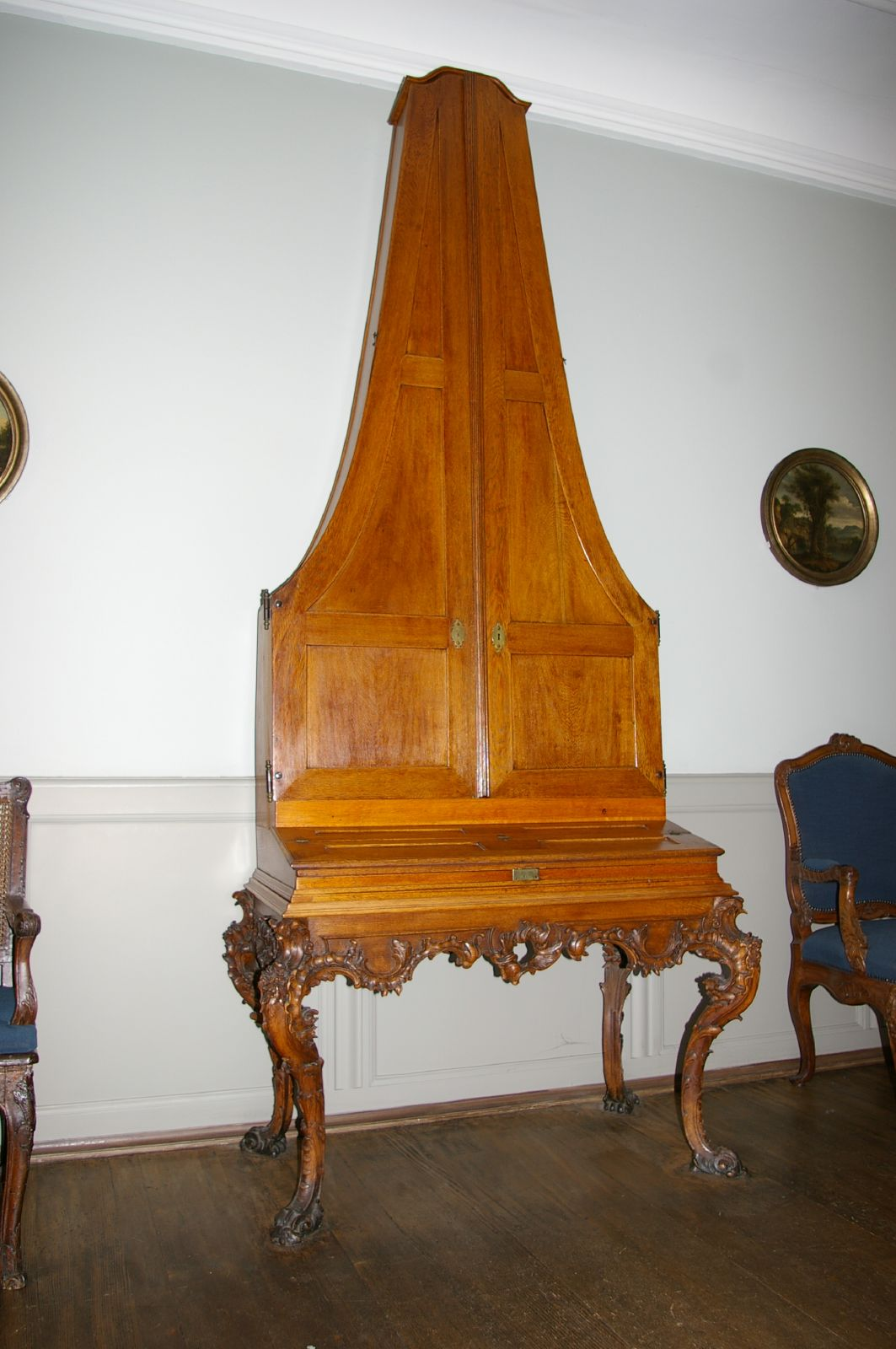
Pyramidenflügel von Christian Ernst Friederici im Goethe-Haus Frankfurt

Durch die verschiedenen Anordnungsmöglichkeiten des Saitenbezugs ergaben sich verschiedene Bauformen mit zum Teil recht anschaulichen Namen:
- Tafelklavier, Square Piano: ein Hammerklavier, bei dem die Saiten ähnlich wie beim Clavichord quer, dabei oft leicht schräg, zu den Tasten verlaufen
- Hammerflügel, Grand Piano: ein Hammerklavier in Flügelform
- Quer-Hammerflügel: ein Mischling aus Tafelklavier und Flügel, ähnlich den sogenannten Bentside-Spinetten
- Pyramidenflügel: ein Hammerklavier mit aufrecht stehendem Saitenbezug und Pyramidenform
- Lyraflügel: dito in Lyraform
- Giraffenklavier: dito in Giraffenform
- Schrankklavier: dito in Schrankform
- Pianino, Piano droit (heutige Klavierbauform)

## Bekannte Erbauer von Hammerklavieren
John Broadwood & Sons • Joseph Brodmann • Ignaz Bösendorfer •
Bartolomeo Cristofori • Matthäus Heilmann ° Johann Christoph Jeckel • Friedrich Ehrbar • Sébastien Érard • Conrad Graf • Johann Adolph Ibach • Heinrich Kisting • Johann Gottfried Malleck • Pleyel & Lyon • Michael Rosenberger • Johann Ev. Schmidt • Familie Schweighofer • Martin Seuffert • Gottfried Silbermann • Johann Andreas Stein • Matthäus Andreas und Carl Stein • Theodor Stöcker • Nannette Streicher • Anton Walter • etc.
Weitere Klavierbauer finden sich in der Liste von Klavierbauern.

### Hersteller von Hammerklavier-Kopien im 20. und 21. Jahrhundert (Auswahl)
- Robert Brown, Oberndorf bei Salzburg
- Gert Hecher, Wien
- Ugo Casiglia, Cinisi, Palermo, Italien
- Christoph Kern, Staufen im Breisgau
- Chris Maene, Ruiselede, Belgien
- Paul McNulty, Divisov, Tschechien
- J. C. Neupert (gegr. 1868), Bamberg
- Andrea Restelli, Milano, Italien
- Michael Walker, Altneudorf bei Heidelberg
- Mirko Weiss, Trubschachen, Schweiz
- Ambrosius Pfaff, Locarno, Schweiz
- Martin Sassmann, Hückeswagen, Deutschland
- Reiner Thiemann, Lauf, Deutschland

## Bekannte Hammerklavier-Pianisten
- Laura Alvini
- Emanuel Ax
- Paul Badura-Skoda †
- Pieter-Jan Belder
- Kristian Bezuidenhout
- Els Biesemans
- Malcolm Bilson
- Assen Boyadjiev[5]
- Ronald Brautigam
- Christian Brembeck
- Wolfgang Brunner
- Patrick Cohen
- Jörg Ewald Dähler †
- Jörg Demus †
- Luc Devos
- Oliver Drechsel
- Ursula Dütschler
- Christine Faron
- Riko Fukuda
- Lorenzo Ghielmi
- Gerald Hambitzer
- Christoph Hammer
- Robert Hill
- Harald Hoeren
- Stanley Hoogland
- Jos van Immerseel
- Nicoleta Ion
- Rolf Junghanns †
- John Khouri
- Tobias Koch
- Yoshiko Kojima
- Paul Komen
- Michael Krücker
- Steven Lubin
- Constantino Mastroprimiano
- Nikolaus Lahusen †
- Trudelies Leonhardt
- Alexei Ljubimow
- Alexander Melnikov
- Zvi Meniker
- Julia Menz †
- Fritz Neumeyer †
- Linda Nicholson
- Stefania Neonato
- Bart van Oort
- Alexander Puliaev
- Ludger Rémy †
- András Schiff
- Michael Schönheit
- Christine Schornsheim
- Viviana Sofronitsky
- Andreas Staier
- Petra Somlai
- Bradford Tracey †
- Minako Tsuruta
- Jan Vermeulen
- Temenuschka Vesselinova
- Peter Waldner
- Sebastian Wienand
- Norbert Zeilberger †
- Gerrit Zitterbart

## Sammlungen historischer Hammerklaviere (Auswahl)
Bedeutende Sammlungen historischer Tasteninstrumente mit Hammerklavieren befinden sich unter anderem in folgenden öffentlichen Museen:
- Germanisches Nationalmuseum Nürnberg (D)[6]
- Museum betont - Ton und Tasten Museum Kellinghusen (D)[7]
- Museum für Kunst und Gewerbe Hamburg (D)[8]
- Grassi-Museum Leipzig (D)[9]
- Händelhaus Halle (D)[10]
- Deutsches Museum sowie Städtisches Museum München (D)
- Fruchtkasten Stuttgart (D)[11]

Darüber hinaus existieren weitere, nicht kommerziell orientierte Sammlungen in privater Trägerschaft, beispielsweise
- Stiftung Historischer Tasteninstrumente der Sammlung Neumeyer-Junghanns-Tracey, Bad Krozingen
- Eric Feller Collection historischer Tasteninstrumente, Kellinghusen (D)[12]
- Frederick Historic Piano Collection, Ashburnham (USA)[13]
- Pianomuseum Haus Eller (D)[14]
- Sammlung historischer Tasteninstrumente Hansjosten, Schweich (D)[15]
- Musikaliensammlung Michael Günther, Triefenstein (D)[16]
- Cobbe Collection, East Clandon (GB)[17]
- Historische Hammerflügel der Sammlung Beetz, Musikhochschule Münster[18]